# Bekestein

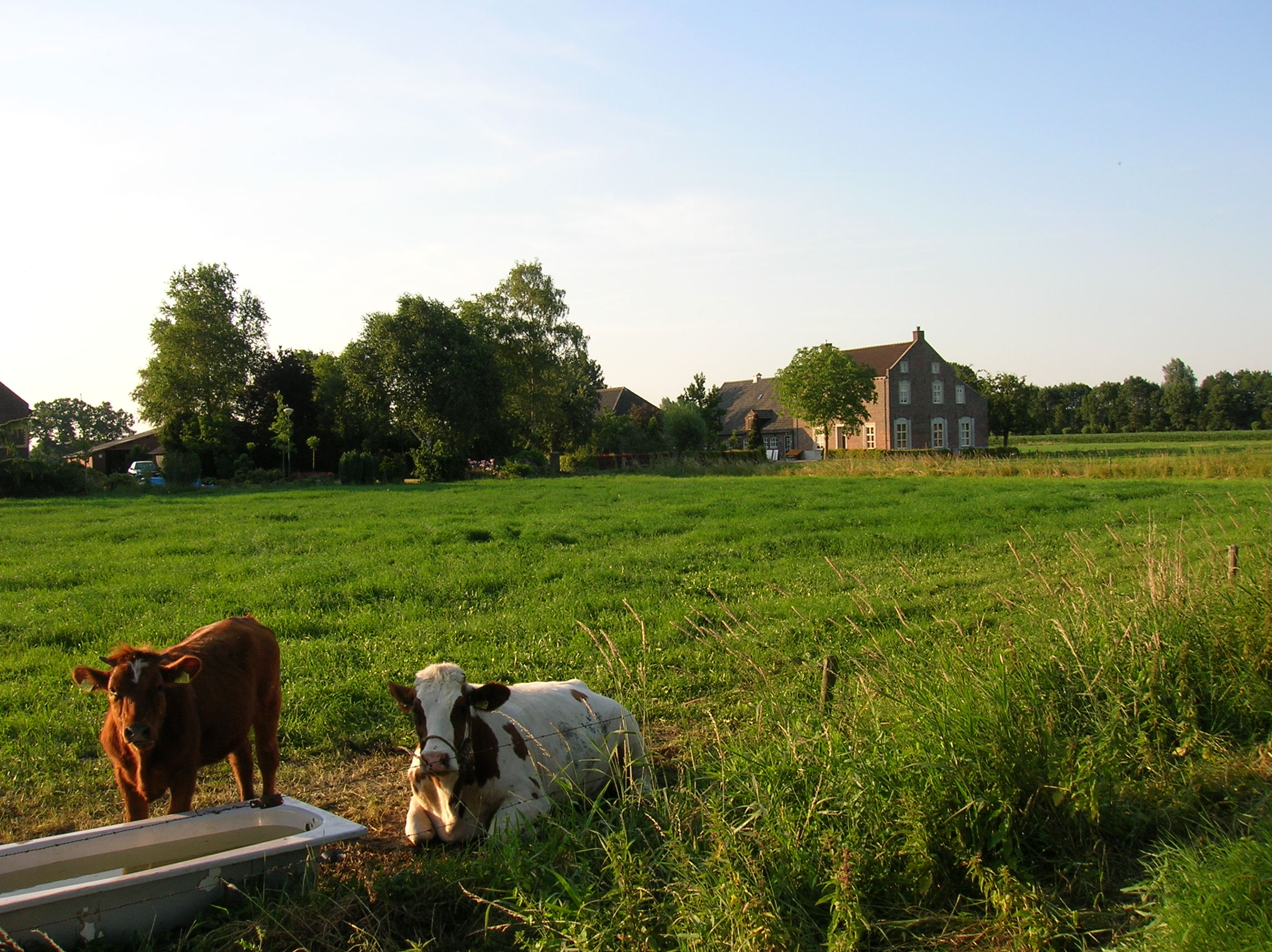
Huis Bekestein

Huis Bekestein is een versterkte herenboerderij met sporen van omgrachting in de Noord-Brabantse plaats Oploo. De boerderij dateert uit ongeveer 1550 en is na 1894 verbouwd, waarbij het woonhuis verlaagd is. Het woonhuis is waarschijnlijk ouder en voortgekomen uit een klein kasteel. Het pand is opgetrokken in ambachtelijk-traditionele bouwtrant en ligt op een ruim erf, net buiten de bebouwde kom van het dorp. 
Bij Huis Bekestein bevindt zich een schuur met paardenstal onder een golfplaten wolfsdak. De schuur, die getuige de gebintconstructie wellicht uit West-Brabant afkomstig is, stond tot ongeveer 1900 met de nok haaks op het huis, deels op de plaats van de huidige aangebouwde schuur. De oorspronkelijke schuur is afgebroken, waarbij het gebint opnieuw werd opgericht en van nieuwe muren voorzien. De buitenmuren zijn rond 1900 geheel nieuw in machinale steen opgetrokken. De korte achtermuur is omstreeks 1980 geheel vernieuwd in machinale steen.
Op de locatie van de oude schuur tegen de linker zijtopgevel is omstreeks 1935 een langwerpige schuur onder een zadeldak met gesmoorde muldenpannen aangebouwd, die rond 1950 na een brand vrijwel geheel vernieuwd is. 
Zowel het woonhuis als de oude schuur zijn geregistreerd als rijksmonument. Het pand heeft een cultuurhistorische waarde als bijzondere uitdrukking van een sociaal-economische ontwikkeling en als voorbeeld van een versterkte herenboerderij op het platteland, wellicht voortgekomen uit een klein kasteel. Het pand heeft tevens een architectuurhistorische waarde vanwege de in- en uitwendig gaaf behouden hoofdstructuur en het traditionele materiaalgebruik alsmede vanwege onderdelen van het interieur. Typologisch heeft de versterkte herenboerderij zeldzaamheidswaarde. Ze heeft samen met de schuur en de sporen van de omgrachting een ensemblewaarde wegens de verbondenheid met de historisch-ruimtelijke ontwikkeling van het dorp Oploo.